# Āgama
Āgama (AITS, devanagari: आगम, pronunciación: /ágama/) se refiere a varios grupos de escrituras budistas, hindúes y yainas. La etimología de la palabra significa ‘que se acerca’, doctrina o precepto tradicional, colección de tales doctrinas, escritura sagrada, texto brámana. También puede significar ‘doctrina tradicional o sistema que ordena la fe’.

## Budismo
En budismo, el término ágama se utiliza para referirse a una clase de sutras del budismo temprano, que fueron conservadas por la tradición majaiana china. Estos sutras corresponden a los cuatro primeros nikaias del Sutta-pitaka (del Canon Pali), y son también conocidos como Ágamas
Ágama es sinónimo de uno de los significados de Nikaia. Muchos de los sutras ágama pertenecen al canon Sarvastivadin. A veces el término se utiliza para referirse no a una escritura específica, sino a un tipo de escritura. En este caso, su significado puede abarcar al Sutta-pitaka, la representación más antigua e históricamente acertada de las enseñanzas de Buda Gautama.
En el Canon budista chino majaiana aparecen cuatro colecciones de Ágamas:
- el Dīrgha Āgama ("Discursos largos", Cháng Ahánjīng, 長阿含經),
- el Madhyama Āgama ("Discursos medios", Zhōng Ahánjīng, 中阿含經),
- el Saṃyukta Āgama ("Discursos conectados", Zá Ahánjīng, 雜阿含經),
- el Ekottara Ágama ("Discursos numerados", Zēngyī Ahánjīng, 增一阿含經).[3]

En el Canon Pali, estos corresponden respectivamente a:
- el Digha Nikaya,
- el Majjhima Nikaya
- el Samyutta Nikaya y
- el Anguttara Nikaya.

Los ágamas fueron traducidos de idiomas prácritos o sánscrito al idioma chino. Esta versión se encuentra en el Canon budista chino (Dàzàngjīng, Tripitaka).

## Hinduismo
Los Āgamas son una colección de varias escrituras y literatura tántrica de las escuelas hindúes. El término significa literalmente tradición o "lo que ha descendido", y los textos de Agama describen varios temas como cosmología, epistemología, doctrinas filosóficas, práctica religiosa, yoga, mantras, y la construcción de templos. Estos textos canónicos están en sánscrito, telugu y tamil.
Las tres ramas principales de los textos de Agama son Shaiva, Vaishnava y Shakta. La literatura de Agama es voluminosa e incluye 28 Shaiva Agamas, 77 Shakta Agamas (también llamados Tantras) y 108 Vaishnava Agamas (también llamados Pancharatra Samhitas) y numerosos Upa-Agamas.
El origen y la cronología de Agamas no están claros. Algunos son védicos y otros no védicos. La evidencia epigráfica y arqueológica sugiere que los textos de Agama existían aproximadamente a mediados del primer milenio EC, en la era de la dinastía Pallava. Los eruditos señalan que algunos pasajes de los textos hindúes de Agama parecen repudiar la autoridad de los Vedas, mientras que otros pasajes afirman que sus preceptos revelan el verdadero espíritu de los Vedas.

## Jainismo
Los yainas tienen sus propias escrituras, llamadas Ágamas o Srutas.